# The Clash of Triton
«The Clash of Tritón» (titulado: «Duelo de Tritones» en Hispanoamérica y «Furia de Tritones» en España), también conocido como «Neptune's Party», es el episodio 26 y último de la sexta temporada de la serie de televisión animada estadounidense Bob Esponja, y el episodio 126 de la serie en general. Se emitió originalmente en Nickelodeon en Estados Unidos el 5 de julio de 2010.
La serie sigue las aventuras y esfuerzos del personaje principal y sus diversos amigos en la ciudad submarina de Fondo de Bikini. En este episodio, el Rey Neptuno quiere celebrar su cumpleaños número 5000 en el Krusty Krab, pero está deprimido por su hijo Tritón, repudiado hace mucho tiempo. Decidido a hacer de este el cumpleaños más feliz del rey y salvar el día, Bob Esponja sale a buscar a Tritón y lo trae de regreso a la fiesta.
El episodio fue escrito por Casey Alexander, Zeus Cervas, Aaron Springer, Steven Banks y Paul Tibbitt, y la animación fue dirigida por Andrew Overtoom y el director supervisor Alan Smart. Alexander, Cervas y Springer también actuaron como directores del guion gráfico del episodio. Cuenta con apariciones especiales de John O'Hurley, Victoria Beckham y Sebastian Bach. Tras su lanzamiento, el episodio fue visto por 5,2 millones de espectadores y recibió críticas mixtas.

## Trama
El rey Neptuno quiere celebrar su cumpleaños número 5 000 en el Krusty Krab. Bob Esponja y el equipo no escatiman en gastos para la gala, desplegando la alfombra roja para dar la bienvenida a la familia real. A pesar de la fiesta en sí, el ánimo del rey se desanima por la ausencia de su hijo, Tritón, arruinando las festividades para todos, especialmente para su esposa, la reina Anfitrite. Tritón fue desterrado a una jaula en la Isla desierta en el Cielo, hasta que estuvo listo para ser un dios «adecuado», habiendo disgustado a su padre con sus crecientes intereses en el mundo mortal y su deseo de beneficiarlos. El evento del exilio de Tritón devasta a Neptuno antes de que se hunda en el abatimiento, mientras Anfitrite intenta consolarlo.
Decidido a hacer de este el cumpleaños más feliz del rey y salvar el día, Bob Esponja se propone encontrar a Tritón y llevarlo a la fiesta. Una vez encontrado, Tritón inicialmente ignora a Bob Esponja, pero después de oler el aliento terriblemente maloliente de Bob Esponja, le dice que deshaga la cerradura. Incapaz de entenderlo, Bob Esponja llama a su mejor amigo, Patricio, para que lo ayude. Patricio abre la celda de Tritón y el príncipe escapa de la isla. Nadie anticipa la ira de Tritón, él rechaza a Bob Esponja y Patricio, dejando que Tritón destruya Fondo de Bikini.
Al darse cuenta de que algo anda mal en el Krusty Krab, Bob Esponja y Patricio entran al edificio por la parte trasera y descubren a los invitados y al personal encerrados en una jaula. Cuando Patricio abre la celda, Triton intenta escapar de su padre, quien lo alcanza. El Rey Neptuno no puede tolerar las malas acciones de su hijo y está a punto de castigarlo, pero al ver cómo Tritón destruyó Fondo de Bikini, se complace de que finalmente esté usando sus poderes y haya causado estragos entre los mortales, los dos finalmente se reconcilian, convirtiéndose Tritón en un digno sucesor.
La familia se va a casa, y el Rey Neptuno le da crédito a Bob Esponja por este desarrollo; la gente del pueblo de Fondo de Bikini ve de manera diferente y lo persiguen a él y a Patricio en una multitud enojada.

## Producción
«The Clash of Triton» fue escrito por Casey Alexander, Zeus Cervas, Aaron Springer, Steven Banks y Paul Tibbitt, con Andrew Overtoom y el director supervisor Alan Smart como directores de animación. Alexander, Cervas y Springer también actuaron como directores del guion gráfico. El escritor Banks dijo que al equipo de redacción «le gustó la idea de los dioses y de Tritón como un adolescente enojado lidiando con su padre. Todo se remonta a la tragedia griega». El episodio se emitió originalmente en Nickelodeon en Estados Unidos el 5 de julio de 2010.
Además del elenco habitual, la cantante inglesa Victoria Beckham fue la estrella invitada en el episodio como la esposa del rey Neptuno, la reina Anfitrite. Los escritores crearon el papel de la reina Anfitrite especialmente para Beckham. La ex Spice Girl aceptó el papel porque a sus hijos, Brooklyn, Romeo y Cruz, les encanta el programa, se emocionaron cuando su madre les habló del papel y esperaban ver el episodio con ella.
Beckham grabó la voz en off a finales de 2008 en un día, y afirmó que estaba «encantada» de realizar el cameo vocal. Otros invitados, incluido el actor de Seinfeld, John O'Hurley, también hicieron un cameo vocal en el episodio como el Rey Neptuno, y el vocalista de heavy metal de Skid Row, Sebastian Bach, como la voz de Tritón.
Las ideas para elegir voces invitadas a menudo provienen de los escritores y productores ejecutivos, dijo Sarah Noonan, vicepresidenta de talento y casting de Nickelodeon. Steven Banks dijo: «Pero la parte más difícil fue para Sebastian. Me alegró mucho que realmente pudiera sonar como un adolescente mocoso y con cara de granos». El presidente de animación de Nickelodeon, Brown Johnson, dijo: «Estamos felices de tener un grupo de celebridades tan talentoso y ecléctico que preste sus voces a este especial de Bob Esponja[...] Victoria [Beckham], John [O'Hurley] y Sebastian [Bach] verdaderamente dio vida a la familia real de Fondo de Bikini».
El 13 de julio de 2010, el episodio estuvo disponible en DVD titulado Triton's Revenge cuando Paramount Home Entertainment y Nickelodeon anunciaron su lanzamiento. El DVD incluye otros seis episodios, incluidos «Sand Castles in the Sand», «Shell Shocked», «Chum Bucket Supreme», «Single Cell Anniversary», «Tentacle-Vision» y «I Heart Dancing», y características especiales como cortos y episodios de Fanboy & Chum Chum. También fue lanzado en la compilación en DVD de la sexta temporada de la serie.

## Recepción
El estreno de «The Clash of Triton» atrajo a 2,8 millones de niños de 2 a 11 años, 2,0 millones de niños de 6 a 11 años, 1,5 millones de adolescentes de 9 a 14 años y un total de 5,2 millones de espectadores mayores de 2 años para Nickelodeon. Bob Esponja.com tuvo su semana de mayor tráfico en 2010 con 1,4 millones de visitantes únicos, 15,1 millones de páginas vistas y 5,7 millones de sesiones de juego en total. Además, el nuevo Juego de la Semana de Nick basado en el especial generó 1,2 millones de sesiones de juego.
«The Clash of Triton» recibió críticas mixtas a positivas por parte de los críticos. Steve Earhart calificó el episodio como «un especial hilarante que combina perfectamente con los otros seis episodios extravagantes y muy divertidos». Shannon Gosney de The Mommy-Files dijo que «te encantará este especial [...]». Gord Lacey de TV Shows on DVD afirmó: «Disfruté 'Clash of the Triton' y el episodio extra de Fanboy & Chum Chum estuvo genial». Ken Tucker de Entertainment Weekly dijo: «Los valores de Bob Esponja permanecen intactos. Los chistes rápidos del guión, la paleta de colores tremendamente brillantes del programa y la decidida evitación de los mensajes duros de la serie se combinan para darle a Bob Esponja de Stephen Hillenburg su energía aventurera». Añadió: «[Bob Esponja] Pantalones Cuadrados simplemente no parece envejecer, ¿verdad?».
Maxie Zeus de Toon Zone dijo: «la trama ni siquiera está bien estructurada, es floja e ineficiente para pasar de una situación a la siguiente». Añadió que «todo el especial es así: puntos de la trama desarrollados torpemente para 'motivar' otros puntos de la trama, que en sí mismos están ahí sólo para motivar aún más puntos de la trama. Pero de alguna manera, mientras estaban distraídos por toda esta maquinaria jadeante, me olvidé de poner algo de humor». Paul Mavis de DVD Talk dijo que «'The Clash of Triton' dedica demasiado tiempo a la exposición, estableciendo la premisa del corto, mientras escatima en lo que debería haber sido una prioridad: los chistes». En su reseña de DVD Verdict, Roy Hrab le dio al DVD del episodio una crítica negativa y dijo que «ruidos fuertes y acción frenética llenan la pantalla con poco o ningún propósito. Son todo chistes y no hay bromas ni montajes inteligentes».